# Hyperloop One
Hyperloop One est une société californienne ayant pour objectif de mettre au point une technologie de transport à grande vitesse reposant sur le principe de l'Hyperloop.
Créée en 2014, la société ferme ses portes le 31 décembre 2023.

## Histoire
En 2013, Shervin Pishevar et Elon Musk sont amenés à discuter d'un projet de train à grande vitesse évoluant dans des tubes sous vide. Un moyen de transport déjà imaginé au début du XXe siècle. Plus tard cette même année, Musk dévoile le projet publiquement. Aidé par l'engouement de Barack Obama, la société Hyperloop naît courant 2014 et se renforce de plusieurs entrepreneurs, dont Joe Lonsdale, David Sacks, et Peter Diamandis.
En mai 2016, l'entreprise teste un premier prototype dans le Nevada. En septembre 2016, elle commence la construction d'un circuit de plusieurs kilomètres, toujours dans le Nevada, dans l'objectif d'établir les premiers essais à vitesse réelle (1 200 km/h) à partir de début 2017.
En octobre 2016, la société envoie des employés à Dubai dans l'objectif de réaliser un contrat en partenariat avec l'entreprise de transports de fret DP World pour la mise en place d'une ligne d'Hyperloop entre Dubai et Abu Dhabi. Le 13 de ce mois, DP World officialise un investissement de plusieurs millions de dollars dans la société Hyperloop One, qui pèse désormais environ 200 millions de dollars.
En octobre 2016, le CEO Rob Llyod effectue un déplacement chez les dirigeants de la SNCF, partenaire de l'entreprise californienne, pour faire le point sur l'avancement des travaux de la start-up.
C'est en octobre 2017 que la société Hyperloop One se fait désormais appeler Virgin Hyperloop One à la suite de l'annonce de l'investissement du président de Virgin Richard Branson.
La valeur de la société est alors estimée à 295 millions de dollars.
Le 12 février 2018, en Inde, l'entreprise a signé un accord pour la construction d'une piste de démonstration opérationnelle reliant Pune et Bombay ainsi que l'aéroport de cette dernière. À terme, cette ligne pourrait transporter jusqu'à 150 millions de personnes par an.
En 2018, le prince héritier d'Arabie saoudite Mohammed ben Salmane décide de mettre fin à sa collaboration avec Hyperloop One. Quelques mois plus tard, Richard Branson démissionne de son poste de président.
Le 8 novembre 2018, Hyperloop One annonce la nomination d'un nouveau CEO, Jay Walder.
Le 21 décembre 2023, un article de Bloomberg révèle que Hyperloop One se débarrasse de ses actifs et de ses employés, et annonce la fermeture définitive de l'entreprise au 31 décembre 2023,.

### Tests
Dans la nuit du 11 au 12 juillet 2017, la société réalise un test complet de son système à sustentation magnétique. L'engin a lévité au-dessus des rails et atteint la vitesse de 112 kilomètres par heure dans un tube long de 500 mètres où régnait le vide total. La prochaine étape consistera à atteindre les 400 km/h.
En août 2017, le prototype de train effectue une pointe à 310 km/h, alors qu'il a parcouru 450 mètres.
En décembre 2017, le prototype de train effectue une pointe à 387 km/h sur la même rampe de lancement que le test précédent.
Le 8 novembre 2020, Virgin teste la capsule XP-2 avec deux personnes à son bord. Il s'agit de Sara Luchian, directrice de l'expérience passager, et de Josh Giegel, directeur des nouvelles technologies. La capsule a atteint une vitesse de 172,8 km/h dans le tube expériemental DevLoop, dans le Nevada.

## Projets
Depuis sa création en 2014, de nombreux projets de ligne à haute vitesse sont à l'étude à travers les États-Unis, l'Angleterre et même l'Inde, la Finlande ou l'Allemagne.
L'accord signé en Inde le 18 février 2018 confirme la création d'une piste de démonstration sur 140 km entre Bombay et Pune.
Aux États-Unis, une multitude de lignes sont à l'étude.